# Cenangiaceae
Die Cenangiaceae (inklusive der Hemiphacidiaceae) bilden eine Familie der Pilze innerhalb der Ordnung der Helotiales. 

## Merkmale
Die Cenangiaceae bilden als Fruchtkörper ins Gewebe der Wirtspflanze eingesenkte 0,2 bis 20 mm große Apothecien aus, die bei Reife kreisförmig oder zerschlitzt aufreißen. Sie sind kuppelartig bis flach, meist sitzend, selten auch gestielt (Gattung Heyderia) und sind lederig bis weich und bräunlich-gräulich, ockerfarben, gelblich oder grünlich. Der Rand und das Äußere des Fruchtkörpers ist glatt oder filzig bis pustulös durch bräunliche harige Elemente. Ein Peridium ist kaum ausgebildet. Ein Stroma fehlt. Das äußere Excipulum ist von einer durchscheinend bis brauner Textura globulosa-angularis (ein Gewebe mit kugeligen bis pallisagenförmigen Zellen), bei Gattungen im Wirtsgewebe ist dies stark reduziert. Die Schicht zwischen den Schläuchen besteht aus einfachen zylindrischen bis lanzettlichen Paraphysen, die manchmal am Scheitel verdickt sind oder die Schläuche überragen können. Oft besitzt die Endzelle der Paraphysen eine durchscheinende bis gelnblich bis frünliche Vakuole. Die Schläuche selber sind zylindrisch bis keulig und besitzen einen amyloiden (mit Jod anfärbbaren) oder inyamyloiden apikalen Ring. Sie können wie ein Bischofsstab gekrümmt sein. Sie besitzen meist acht Sporen, aber auch zwei bis vier, selten auch eine Vielzahl an Sporen. Die Ascosporen sind normalerweise unseptiert, manchmal auch ein- bis dreifach septiert. Sie sind hyalin oder manchmal auch braun vor allem bei Überreife. Manchmal besitzen sie eine Hülle. Es können auch sprossende Mikrokonidien vorhanden sein. Die Nebenfruchtformen sind selten, wenn vorhanden, dann coelomycetisch und acervular oder sporochial.

## Ökologie
Cenangiaceae sind auf gemäßigte Gebiete der nördlichen Hemisphäre beschränkt. Die meisten Arten sind innerhalb des Wirtes (endophytisch) saprotroph oder parasitisch. Sie sind auf Koniferen mit den Gattungen Tannen (Abies), Lärchen (Larix), Fichten (Picea), Kiefern (Pinus) und Douglasien (Pseudotsuga) beschränkt mit Ausnahme von Arten der Gattung Chlorencoelia, die auch krautige Bedecktsamer befallen. Sie können Blattswchäden oder Baumkrebs verursachen. Meistens sind sie trockentolerant.

## Systematik
Richard Paul Korf beschrieb die Familie Hemiphacidiaceae 1962. Sie beinhalteten ursprünglich nur kleine phytopathogene Arten auf Nadeln. Molekularbiologische Analysen ergaben, dass auch größere Arten wie Heyderia dazugehören, die zuerst eine endophytische Lebensweise auf Koniferen und dann große Fruchtkörper auf toten Blättern bilden. Hans-Otto Baral und Kadri Pärtel erkannten, dass die Unterfamilie Encoelioideae aus der Familie Sclerotiniaceae und die Hemiphacidiaceae eine monophyletische Gruppe bildeten und erhoben die bereits 1886 von Heinrich Rehm beschriebenen Cenangiaceae wieder zur Familie
Zu der Familie der Cenangiaceae gehören folgende Gattungen:
- Cenangiopsis mit neun Arten
- Cenangium mit 47 Arten
- Chlorencoelia mit vier Arten
- Crumenulopsis mit drei Arten
- Encoelia mit 38 Arten
  - Hasel-Kleiebecherling (Encoelia furfuracea)
  - Pappel-Kleiebecherling (Encoelia fascicularis)
- Fabrella mit nur einer Art
- Heyderia mit vier Arten
- Rhabdocline mit sieben Arten
- Sarcotrochila mit sieben Arten
- Trochila mit 37 Arten
- Velutarina mit drei Arten

Die Gattungen Didymascella mit fünf Arten und Korfia mit nur einer Art steht inzwischen innerhalb der Helotiales von unsicherer Stellung.